# Necker (ilha)

Necker (nome em havaiano: Mokumanumanu; 23°34′N 164°42′O) é uma das ilhas que compõem as Ilhas de Sotavento, no  Arquipélago do Havaí. Tem uma área de 0,18 km². É parte do estado norte-americano de Havaí. 